# Super Hakuto
Le Super Hakuto (スーパーはくと, Sūpā Hakuto) est un train japonais de type Limited Express exploité par la compagnie Chizu Express conjointement avec la JR West, qui relie Kyōto à Kurayoshi. Un autre train nommé Hakuto ayant un parcours similaire a existé de 1994 à 1997.

## Parcours
Le train relie la gare de Kyōto dans la préfecture de Kyoto à la gare de Kurayoshi dans la préfecture de Tottori en empruntant plusieurs lignes : la ligne Tōkaidō, la ligne Sanyō, la ligne Chizu Express Chizu, la ligne Inbi et la ligne Sanin.

## Gares desservies
| Nom des gares |
| ------------- |
| Kyōto         |
| Shin-Ōsaka    |
| Ōsaka         |
| Sannomiya     |
| Akashi        |
| Himeji        |
| Kamigōri      |
| Sayo          |
| Ōhara         |
| Chizu         |
| Kōge          |
| Tottori       |
| Kurayoshi     |

À noter que durant l'hiver, les gares d'Aioi et de Mochigase peuvent également être desservies par ce train.
Certains trains s'arrêtent également à Kōbe, Nishi-Akashi et Kakogawa.

## Matériel roulant
Les automotrices de série KiHa 181 ont circulé de 1994 à 1997 sur le service Hakuto, alors que les séries HOT7000 sont toujours en circulation depuis 1994 sur le service Super Hakuto.

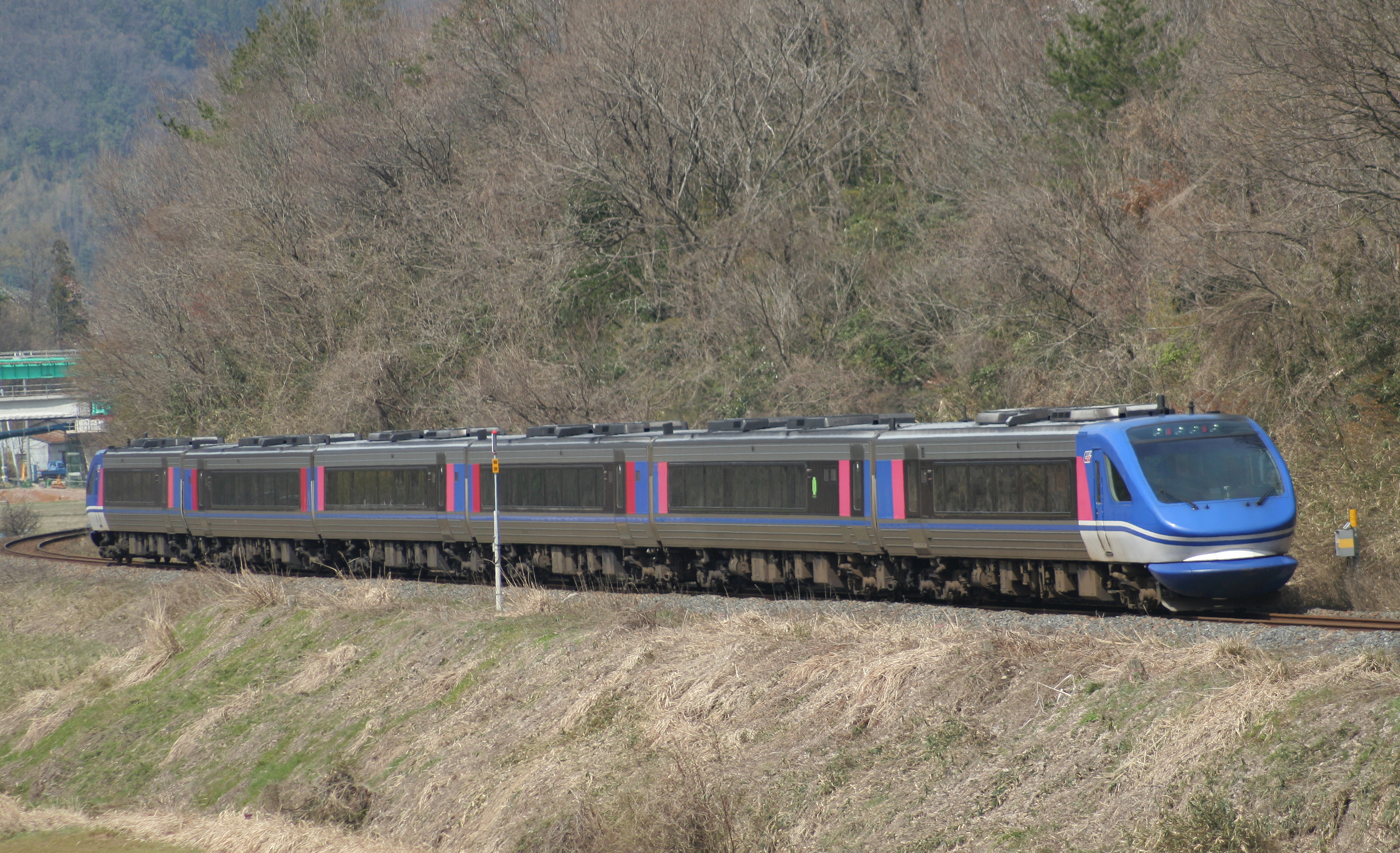
Chizu Express série HOT7000
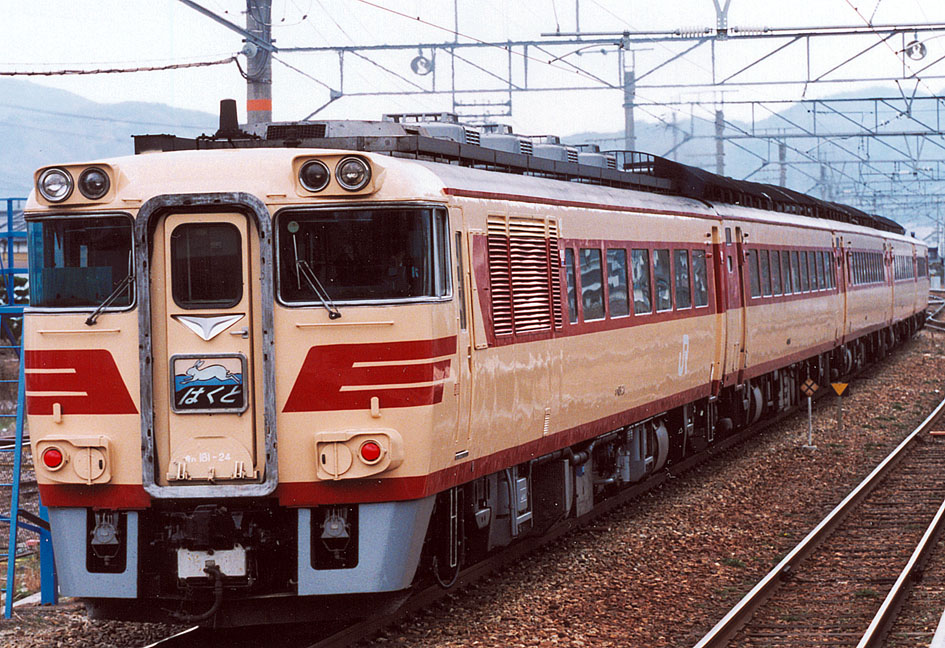
JNR série KiHa 181